# Crazy Horse (álbum)
Crazy Horse es el primer álbum de estudio del grupo estadounidense Crazy Horse, publicado por el sello Reprise Records en febrero de 1971. El álbum alcanzó el puesto 84 en la lista estadounidense Billboard 200.

## Historia
Los miembros de Crazy Horse habían publicado con anterioridad un álbum en 1968 bajo el nombre de The Rockets, y además habían contribuido a la grabación de dos discos del músico Neil Young. El trío original de The Rockets, Danny Whitten, Billy Talbot y Ralph Molina, trabajaron como sección rítmica del álbum Everybody Knows This Is Nowhere, y tocaron en varias canciones de After the Gold Rush, publicado en 1970. Durante las sesiones de grabación del segundo disco, conocieron al guitarrista Nils Lofgren y al productor y teclista Jack Nitzsche, que había trabajado con Phil Spector y The Rolling Stones. Nitzsche se unió al grupo y respaldó a Young en una pequeña gira a comienzos de 1970, mientras que Lofgren pasó a formar parte de Crazy Horse durante la grabación del primer álbum de Crazy Horse tras firmar un contrato discográfico con Reprise Records.
Crazy Horse supuso el último álbum publicado antes de la muerte de Whitten a causa de una sobredosis en 1972. Para la grabación del álbum en otoño de 1970, el grupo reclutó también a Ry Cooder, que había trabajado con anterioridad con Nitzsche y The Rolling Stones.
El álbum incluyó composiciones de los cuatro miembros del grupo: «I Don't Want to Talk About It», de Whitten, que fue versionada por artistas como Rita Coolidge y Rod Stewart; «Dance Dance Dance» de Young, también versionada por The New Seekers en 1972 y regrabada por el propio Young como «Love is a Rose»; y «Gone Dead Train», de Nitzsche, interpretada también por Randy Newman. 
Una versión en directo de «Come On Baby Let's Go Downtown», coescrita entre Whitten y Young, apareció años después en el álbum Tonight's the Night. En 2007, Young publicó Live at the Fillmore East 1970, un concierto de Young y Crazy Horse en el que también aparece la canción, acreditada exclusivamente a Whitten.
Crazy Horse fue publicado en disco compacto el 22 de marzo de 1994 como parte de una serie de reediciones de Warner Bros. Records. Rhino Records también publicó la totalidad del álbum en el recopilatorio de 2005 Scratchy, que también  incluyó descartes de las mismas sesiones.

## Lista de canciones
| Cara A |                                 |                              |          |  |
| N.º    | Título                          | Escritor(es)                 | Duración |  |
| 1.     | «Gone Dead Train»               | Russ Titelman, Jack Nitzsche | 4:06     |  |
| 2.     | «Dance, Dance, Dance»           | Neil Young                   | 2:10     |  |
| 3.     | «Look at All the Things»        | Danny Whitten                | 3:13     |  |
| 4.     | «Beggar's Day»                  | Nils Lofgren                 | 4:28     |  |
| 5.     | «I Don't Want to Talk About It» | Danny Whitten                | 5:18     |  |

| Cara B |                                  |                              |          |  |
| N.º    | Título                           | Escritor(es)                 | Duración |  |
| 1.     | «Come On Baby Let's Go Downtown» | Danny Whitten, Neil Young    | 3:14     |  |
| 2.     | «Carolay»                        | Russ Titelman, Jack Nitzsche | 2:52     |  |
| 3.     | «Dirty, Dirty»                   | Danny Whitten                | 3:31     |  |
| 4.     | «Nobody»                         | Nils Lofgren                 | 2:35     |  |
| 5.     | «I'll Get By»                    | Danny Whitten                | 3:08     |  |
| 6.     | «Crow Jane Lady»                 | Jack Nitzsche                | 4:24     |  |

## Personal
| Crazy Horse - Danny Whitten: voz y guitarra - Nils Lofgren: voz, guitarras y coros - Jack Nitzsche: piano y coros - Billy Talbot: bajo y coros - Ralph Molina: batería y coros | Otros músicos - Ry Cooder: guitarra slide en «I Don't Want to Talk About It», "«Dirty Dirty» y «Crow Jane Lady» - Gib Gilbeau: violín en «Dance Dance Dance» - Russ Titelman: producción musical - Gary Burden: dirección artística - Lee Herschberg: masterización |